# 秦賢次
秦賢次（1943年6月8日—），台灣著名民間中國現代文學研究者。新北市三峽區人，先後就讀於建國中學初中部、成功高中、政治大學西語系。在初中時開始逛舊書攤，因而對中國現代文學產生興趣。大學畢業後任職於保險業，同時長期致力於新文學史料的蒐集與整理，並經常撰文向台灣讀者介紹五四時期文學家之生平與著作，如郁達夫、朱湘、梁遇春、陸蠡、錢鍾書等。後將主要收藏捐贈予中央研究院中國文哲研究所圖書館。

## 著作
- 環球獵奇（筆名秦雲）
- 世界大思想家列傳（筆名秦雲）
- 世界祕聞（筆名秦雲）
- 臺灣文化菁英年表集
- 評論集
- 台北人物誌
- 現代文壇繽紛錄 作家剪影篇

## 編纂
- 郁達夫南洋隨筆
- 郁達夫抗戰文錄
- 梁遇春散文集
- 陸蠡散文集，收錄《海星》、《竹刀》（《山溪集》）、《囚緣記》。
- 方令孺散文集
- 劉英士先生紀念文集
- 張我軍評論集
- 美學的散步（宗白華著）
- 絕俗樓遺集（白采著）
- 我與老舍與酒（臺靜農著）
- 葉公超其人其文其事
- 抗戰時期文學史料
- 雲遊：徐志摩懷念集
- 詩人朱湘懷念集
- 許壽裳日記 自1940年8月1日至1948年2月18日